# Народно читалище „Разум – 1883“
Народното читалище „Разум – 1883“ е един от най-старите обществени институти в град Монтана.
Читалището е създадено през 1883 г. с пръв председател Гаврил Душков, баща на детския писател Атанас Душков. Семейството се преселва от Копривщица.
До 70-те години на XX век читалище „Разум" е единственото културно и просветно средище в Монтана, отговарящо за всички културни и образователни дейности в града.